# 해서 (서체)
해서(楷書)는 한자의 서체의 종류 중 하나다. 예서에서 변이(變移)된 것으로서 필획(筆劃)에 생략이 없는 서체이다. 다른 서체보다 발생단계로서는 가장 뒤늦게 성립되었다. 실용이라기보다는 의식적인 정제(整齊)함을 요구해서 생긴 것이다. 정서(正書) 진서(眞書)라고도 하여 현재 일반적으로 쓰고 있어 활자체에도 활용되고 있다. 가타가나는 한자의 해서에서 만들었다. 
한글의 고딕체처럼 글자의 모양을 정석대로 표기한 서체이다.